# (47162) Chicomendez
(47162) Chicomendez  es un asteroide perteneciente al cinturón de asteroides, descubierto el 2 de octubre de 1999 por Matteo Santangelo desde el Observatorio de Monte Agliale, en Italia.

## Designación y nombre
Chicomendez se designó al principio como 1999 TH6.
Más adelante fue nombrado en honor al activista ambiental brasileño Chico Mendes (1944-1988).

## Características orbitales
Chicomendez orbita a una distancia media del Sol de 2,2257 ua, pudiendo acercarse hasta 1,9932 ua y alejarse hasta 2,4582 ua. Tiene una excentricidad de 0,1044 y una inclinación orbital de 6,4686° grados. Emplea en completar una órbita alrededor del Sol 1212 días.

## Características físicas
Su magnitud absoluta es 15,2.